# Teodoro Cardenal Fernández
Teodoro Cardenal Fernández (Pesquera de Duero, Valladolid, 20 de octubre de 1916-Burgos, 17 de octubre de 2006) fue un arzobispo católico español. Obispo de Osma-Soria (1969-1983) y Arzobispo de Burgos (1983-1992).

## Biografía
Teodoro nació en la localidad vallisoletana de Pesquera de Duero (1916). En su juventud se trasladó a Palencia, donde realizó sus estudios eclesiásticos en el Seminario de la capital castellana. Tras su ordenación sacerdotal —el 25 de mayo de 1941— comenzó su actividad pastoral en diversas parroquias de la diócesis palentina. Retomó su formación académica en Roma, donde se doctoró en Teología en la Universidad Gregoriana. De regreso a Palencia donde en 1946 fue nombrado Director del Secretariado de Obras Diocesanas.
El arzobispo de Oviedo, Francisco Javier Lauzurica, le pidió que fuera a la diócesis asturiana. Ambos se habían conocido en Palencia, cuando Lauzurica era el obispo de la diócesis castellana. En Asturias desarrolló su actividad pastoral, primero como formador en el Seminario y después como director de las Casas de Ejercicios de Gijón y de Covadonga. Tiempo después fue nombrado canónigo de la Catedral de Oviedo, y posteriormente asumió una parroquia de Mieres, y fue provicario de la zona de Avilés y finalmente, vicario general de pastoral.
Teodoro fue nombrado obispo de Osma-Soria el 1 de diciembre de 1969, sucediendo a Saturnino Rubio y Montiél. Allí fue consagrado obispo el 25 de enero de 1970 por el arzobispo de Toledo, cardenal Vicente Enrique y Tarancón, en el que participaron como co-consagrantes el arzobispo de Oviedo, Gabino Díaz Merchán, y el entonces arzobispo de Burgos, Segundo García de la Sierra y Méndez.
El 19 de octubre de 1983, Teodoro Cardenal fue nombrado arzobispo de Burgos, sucediendo a Segundo García de la Sierra y Méndez, cargo que ocupó hasta su dimisión el 30 de octubre de 1992. Su ministerio pastoral al frente de la archidiócesis burgalesa, muy identificada con el Concilio Vaticano II, destacó por su carácter sereno, sobrio, cortés y atento, y como brillante predicador y director de ejercicios espirituales. Fue enterrado en la catedral de Burgos.